# Etiopía en los Juegos Olímpicos de Sídney 2000
Etiopía estuvo representada en los Juegos Olímpicos de Sídney 2000 por un total de 26 deportistas que compitieron en 2 deportes.  
El portador de la bandera en la ceremonia de apertura fue el atleta Derartu Tulu.

## Medallistas
El equipo olímpico etíope obtuvo las siguientes medallas:
| Nombre             | Deporte   | Competición |
| ------------------ | --------- | ----------- |
| Oro                |           |             |
| Million Wolde      | Atletismo | 5000 m M    |
| Haile Gebrselassie | Atletismo | 10 000 m M  |
| Gezahegne Abera    | Atletismo | Maratón M   |
| Derartu Tulu       | Atletismo | 10 000 m F  |
| Plata              |           |             |
| Gete Wami          | Atletismo | 10 000 m F  |
| Bronce             |           |             |
| Assefa Mezgebu     | Atletismo | 10 000 m M  |
| Tesfaye Tola       | Atletismo | Maratón M   |
| Gete Wami          | Atletismo | 5000 m F    |